# 史蒂文·奥德
史蒂文·奥德（Steven Old，1986年2月17日—），是一名新西兰足球运动员，司职中后卫。

## 俱乐部生涯
奥德在职业生涯早期曾在新西兰国内的聖若望大學和玛纳瓦图年轻之心踢球。2006年加盟澳大利亚职业足球联赛球队纽卡斯尔联喷气机，开始职业足球生涯。2007年，他转投参加澳职联赛的新西兰球队威灵顿凤凰，参加2007/08赛季比赛，赛季结束后并没有和球队续约。2009年1月22日起，奥德前往苏格兰足球超级联赛球队基马诺克试训，等待他的工作许可。2009年3月30日，他和基马诺克正式签约三年。2010年12月，奥德被租借到考登比斯，回到基马诺克后在新任教练的麾下很难得到出场机会，2011年5月，他和球队协商解约。
2012年2月13日，奥德在试训成功后加盟英格蘭足球議會南部聯賽球队贝辛斯托克。10月，他又转投另一支議會南部聯賽球队萨顿联。
2013年2月28日，奥德在中国冬季转会窗口关闭当日火速签约中国足球甲级联赛球队石家庄永昌骏豪，以取代之前受伤的福拉多·耶克尼奇。

## 国家队生涯
奥德曾经是新西兰U-17国家队的队长，他也先后入选过U-20和U-23国家足球队。他入选新西兰国奥队参加2008年夏季奧林匹克運動會足球比賽，并在小组赛1比1战平中国和0比1不敌比利时的比赛中出场。由于在和中国的比赛中得到一张红牌，他错过了新西兰0比5惨败于巴西的比赛。
2004年5月29日，他在2006年世界杯外围赛新西兰和澳大利亚的比赛首次代表成年国家队亮相。2006年2月19日，他射进在国家队的首个进球，帮助新西兰在友谊赛中1比0击败马来西亚。奥德入选新西兰参加2009年洲際國家盃的名单，但错过参加2010年世界杯足球赛。